# ブーベンロイト
ブーベンロイト (ドイツ語: Bubenreuth) は、ドイツ連邦共和国バイエルン州ミッテルフランケンのエアランゲン＝ヘーヒシュタット郡に属す町村（以下、本項では便宜上「町」と記述する）で、フランケン地方の、弦楽器および撥弦楽器製作の中心地である。

## 地理

### 自治体の構成
この町は、公式にはブーベンロイト集落単独で構成される。

## 歴史
ブーベンロイトは、1243年11月24日に初めて文献に登場する。現在では、ブーベンロイトは住宅地になっている。

## 地名の由来
この町の名前は、Bubenrodeから導き出されたのだが、これは "Rodung des Bubo (Budbert)" （ブーボの開墾地）、すなわちブーボという人物がこの地の森を伐り拓き、住まいと農場を造りだしたことを意味する。ブートベルトは王の封臣で、その勢力下に村を造ることを許されたのだった。

## 行政

### 議会
ブーベンロイトの議会は16議席で、これに首長が加わる。

### 紋章
図柄: 金の蔓模様が施された黒い板で斜めに二分割。上は銀地に黒いネックの赤いヴァイオリン。下は銀地に黒い鋤。

## 協力関係
1956年にブーベンロイトは、ズデーテン地方のルビー周辺地域からの難民に対する協力関係を結んだ。

## 人物
- ユルゲン・テラー (1964 - ) ブーベンロイト在住の写真家

## 引用
1. ↑  https://www.statistikdaten.bayern.de/genesis/online?operation=result&code=12411-003r&leerzeilen=false&language=de Genesis-Online-Datenbank des Bayerischen Landesamtes für Statistik Tabelle 12411-003r Fortschreibung des Bevölkerungsstandes: Gemeinden, Stichtag (Einwohnerzahlen auf Grundlage des Zensus 2011)
2. ↑  Bayerische Landesbibliothek Online